# Malokaterinivka
Malokaterinivka (en ucraniano: Малокатеринівка, romanizado: Malokaterynivka; en ruso: Малокатериновка, romanizado: Malokaterinovka) es un pueblo ucraniano perteneciente al óblast de Zaporiyia. Situado en el sur del país, forma parte del raión de Zaporiyia y es parte del municipio (hromada) de Kushujum.

## Geografía
Malokaterinivka está ubicado en la margen izquierda del embalse de Kajovka, en la desembocadura del río Konka, 29 km al sur de Zaporiyia.

## Historia
Malokaterinivka fue fundada en 1775 como Krasnokutivka (en ucraniano: Краснокутівка), pero su nombre se cambió en 1777 a Malaya Yekaterinivka (en ruso: Малая Екатериновка) en homenaje a la zarina Catalina II de Rusia.
El pueblo de Malaya Ekaterinivka recibió el estatus de asentamiento de tipo urbano en 1938.
El asentamiento fue ocupada por el ejército alemán en la Segunda Guerra Mundial desde el otoño de 1941 hasta el 14 de octubre de 1943.
El Presidium del Soviet Supremo de la RSS de Ucrania, por decreto del 23 de mayo de 1978, decidió, con el fin de establecer una ortografía unificada en ruso para los asentamientos, aclarar los nombres del asentamiento de tipo urbano de nombre Malaya Yekaterinovka y en adelante llamarlo Malokaterinivka.
En 2020, los municipios de Kushugum, Balabine y Malokaterinivka fueron fusionados e incluidos en el consejo del asentamiento de Kushujum.En 2023, Malokaterinivka perdió el estatus de asentamiento de tipo urbano en la legislación ucraniana debido a la eliminación de este estatus administrativo.
El 22 de julio de 2022, por la noche, durante la invasión rusa de Ucrania, los rusos intentaron atacar Zaporiyia y dispararon unos 20 cohetes con un BM-21 "Grad", la mayoría de los cuales se ahogaron en el río Dniéper, cerca de las aldeas de Malokaterinivka y Kanivske.

## Demografía
La evolución de la población de Malokaterinivka entre 1959 y 2021 fue la siguiente:
| 2887                                                          | 3240 | 3041 | 3297 | 3444 | 3413 | 3320 | 3318 |
| (Fuente: Cities & Towns of Ukraine y UKRAINE: Größere Städte) |      |      |      |      |      |      |      |

Según el censo de 2001, la lengua materna de la mayoría de los habitantes, el 89,98%, es el ucraniano; del 9,9% es el ruso.

## Infraestructura

### Transporte
El asentamiento tiene acceso a la autopista M18 que conecta Zaporiyia y Melitópol. La estación de tren Kankrinivka se encuentra en el ferrocarril que conecta Zaporiyia y Melitópol. 